# Carry Pothuis-Smit
Carry Pothuis-Smit (Amsterdam, 12 februari 1872 – aldaar, 30 augustus 1951), was een Nederlands feministe en socialistisch politica. Zij was Nederlands eerste vrouw in de Eerste Kamer der Staten-Generaal.

## Levensloop
Wilhelmina Carolina Benjamina Smit kwam uit een middenstandsmilieu. In plaats van een "goed huwelijk" te sluiten behaalde ze een onderwijzersakte in Arnhem, om eerst in Haarlem en vervolgens in Amsterdam voor de klas te gaan staan. Ze werd lid van de Sociaal-Democratische Arbeiderspartij en trouwde in 1903 met de diamantbewerker Samuel Pothuis. In 1906 kwam dochter Annie Pothuis ter wereld, de latere componiste. Haar dochter Carolina was getrouwd met de politicus Gerard Nederhorst.
Door Henriëtte van der Mey werd ze betrokken bij de scholing van vrouwelijke arbeiders, een vrijwillige avondactiviteit. Ze werd als eerste vrouw secretaris van de afdeling VI van de SDAP-Amsterdam en richtte met Mathilde Wibaut, Henriëtte van der Mey en Liede Tilanus de Amsterdamse Sociaal-Democratische Vrouwenpropagandaclub (SDVC) op. Ook werd ze redacteur van het door haarzelf opgerichte vrouwenorgaan van de partij: De Proletarische Vrouw. Met Mathilde Wibaut samen redigeerde ze de serie Socialistische Vrouwenbibliotheek. Ze bezocht de Internationale Socialistische Vrouwenconferenties die voor en tijdens de Eerste Wereldoorlog plaatsvonden en waar de strijd voor het vrouwenkiesrecht bovenaan de agenda stond.

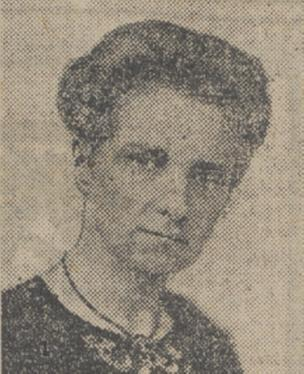
Carry Pothuis-Smit, 1923

Toen in 1918 het passief vrouwenkiesrecht werd ingevoerd, stelde Carry Pothuis zich beschikbaar voor de kandidatenlijst van de SDAP. De partij gaf echter de voorkeur aan Suze Groeneweg. Wel kwam ze het volgend jaar met vier andere vrouwen in de gemeenteraad van Amsterdam. Daar streed ze vijf jaar lang voor vrouwenbelangen als badhuizen, consultatiebureaus en kinderbewaarplaatsen.
In 1920 kwam ze als eerste vrouw in de Eerste Kamer, waarvan ze tot 1937 lid bleef. Daar verzette ze zich tegen het ontslag van gehuwde onderwijzeressen. Ze pleitte voor het landbouwhuishoudonderwijs en voor openstelling van het ambt van kinderrechter voor vrouwen. Ze protesteerde tegen de detentie van Soekarno en tegen de Vlootwet. Toen de SDAP in 1937 de eenzijdige ontwapening schrapte uit haar beginselprogramma, kon Pothuis-Smit dit niet meer voor haar rekening nemen. Ze verliet de Senaat maar bleef nog tot juli 1940 redacteur van De proletarische vrouw. Na de bevrijding werkte ze nog enkele jaren mee aan het blad Wij Vrouwen. Ze werd lid van de PvdA, maar bleef zich verzetten tegen militarisme en tegen de Indonesiëpolitiek van de naoorlogse regeringen.
Op 23 maart 2021 werd haar portret, geschilderd door de Haagse kunstenaar Rudolf Kortenhorst, onthuld in de Eerste Kamer.